# Notariat au Québec
Le notariat au Québec est semblable, pour l’essentiel à son correspondant français. Il en diffère toutefois sur deux points : la formation des notaires et la considération sociale de la profession. [Quoi ?]

## Fonctions
Le Québec étant une province bijuridique, le droit romano-civiliste y côtoie la common law. Les notaires sont donc en concurrence avec les avocats, sur certains secteurs, tout en bénéficiant des prérogatives notariales traditionnelles, notamment le monopole de la rédaction des hypothèques immobilières, des donations et des contrats de mariage. Sur ces points et sur plusieurs autres, les avocats et les notaires sont en opposition. Les avocats désirent voir restreindre le monopole sectoriel des notaires.
Le législateur québécois a permis aux notaires de marier civilement des personnes, et même de procéder à la dissolution de l’union civile, dans le cas où le couple n’a pas d’enfant. Cette mesure a fait également débat en France en décembre 2007, où la possibilité du divorce devant notaire, même quand il y a des enfants en jeu, a été évoquée par le gouvernement. Depuis 1994, année d’entrée en vigueur du nouveau Code civil du Québec, le législateur a enlevé certains pouvoirs aux notaires[Lesquels ?], mais lui en a donné de nouveaux[Lesquels ?], dans d’autres domaines.
Depuis le début des années 2000, la profession attire de plus en plus d’étudiants au sortir du bac de droit, tandis que dans les années 1990, peu d’étudiants s’inscrivaient au DDN. La profession tombait dans l’oubli. Depuis 2 ans, la Chambre des notaires du Québec a entrepris une vaste entreprise publicitaire pour faire connaître la profession auprès du grand public, au moyen de publicités télévisées et d’interventions dans les facultés de droit québécoises (Université du Québec à Montréal, Université de Montréal, Université Laval, Université de Sherbrooke et la section de droit romano-civiliste de la faculté de droit de l’Université d'Ottawa).
La profession demeure toutefois l’une des plus respectées. 

### Histoire
Elle est également la plus vieille profession du Canada. Samuel de Champlain introduit en 1621 le système de documents notariés en Nouvelle-France. Le roi maintiendra ce système quand la Nouvelle-France devient colonie royale en 1663.
On raconte même que le roi Louis XIV avait interdit la venue d’avocats en Amérique, de peur de voir naître des conflits. De là viendrait la très bonne réputation dont jouissent les notaires québécois, présents auprès de la société québécoise depuis près de 400 ans. Les notaires ont de même participé à l’évolution de la province, notamment dans le camp des patriotes, lors des rébellions de 1839, pour conserver l’usage du français dans cette région nord-américaine.

### Formation
Les personnes désirant devenir notaire doivent compléter un baccalauréat en droit d’une durée de trois ans, à l’université (l’équivalent de la licence en France). Par la suite, ils doivent faire un diplôme universitaire de second cycle en droit notarial (nommé le Diplôme de droit notarial, DDN), l’équivalent du Master 2 en France. Ce diplôme est aussi appelé un DESS (diplôme d’études supérieures spécialisées). Finalement, les futurs notaires font un stage d’une durée de 32 semaines dans une étude de notaires, sous la supervision d’un maître de stage. À la suite de cela, reste à accomplir l’assermentation auprès de l’ordre professionnel, la Chambre des notaires du Québec. Une fois ces quatre étapes franchies, l’étudiant devient notaire et conseiller juridique, et porte, tout comme les avocats, le titre de Maître,,.
Les avocats, au Québec, doivent avoir suivi un baccalauréat en droit, suivi d’une formation à l’école du Barreau, d’une durée de 8 mois (ou 4 mois, de façon intensive). Par la suite, ils doivent faire un stage de 24 semaines et être assermenté au Barreau du Québec. Il peut ouvrir son étude en solo ou s’associer à plusieurs autres notaires.

### Sociologie
L’image classique du notaire est celle d’un vieil homme, solitaire, dans un bureau sombre et suranné. Cette image a été véhiculée par le personnage du notaire Lepotiron, dans « Les belles histoires des pays d'en haut », émission québécoise diffusée de 1956 à 1970.
Aujourd’hui, les notaires sont considérés comme des professionnels nantis appartenant à une petite élite. En revanche, ils bénéficient d’une image très positive dans l’esprit des Québécois. Les notaires se situent en troisième position, après les médecins et les pompiers, parmi les professions (ou métiers) dans lesquelles la population a le plus confiance. La profession notariale est peu connue. Bien que les gens pensent par réflexe au notaire quand ils veulent faire établir un document fiable et clair, ces professionnels du droit ne sont qu’associés aux testaments et aux transactions immobilières.
La profession, comme beaucoup au Québec, tend à se féminiser. La province compte plus de 3400 notaires. Plus de 50 % d’entre eux sont des femmes.

### Célébrités
Il est intéressant de mentionner que l’ex lieutenant gouverneur du Québec, l’Honorable Pierre Duchesne (qui représentait la reine Élisabeth II au Québec) est un notaire. La province de Québec a également eu un Premier ministre notaire, soit Félix-Gabriel Marchand du Parti libéral, qui gouverna la province de 1897 à son décès en 1900. Aussi, Joseph Papineau (1752-1841), le père du patriote Louis-Joseph Papineau, était notaire, seigneur et homme politique engagé pour la cause des francophones dans l’Amérique du Nord britannique. 
Enfin, le premier historien national du Canada français, François-Xavier Garneau, exerçait aussi le notariat. Dans un communiqué de presse daté du 3 février 2016, la ministre de la Culture et des Communications et ministre responsable de la Protection et de la Promotion de la langue française annonce la désignation de l'historien comme personnage historique : « Notaire, greffier de la Ville de Québec, historien et poète, François-Xavier Garneau est considéré comme l'un des plus importants auteurs de la littérature québécoise de son époque et comme le fondateur des sciences historiques au Québec. »